# Albert Bernard (administrateur colonial)
Pour les articles homonymes, voir Bernard et Albert Bernard (homonymie).
Albert Bernard, né le 31 août 1909 à Aiguebelle et mort le 18 janvier 1935 à Môdahtou, est un élève-administrateur colonial. Sa mort en Côte française des Somalis au cours d'un affrontement contre un « rezzou » devient le symbole de la conquête française de ce territoire.

## Biographie
Fils d'un notaire d'Aiguebelle (Savoie), il s'engage dans des études de droit puis réussit le concours de l'École coloniale en 1929.
À sa sortie de l'école, après son service militaire, il est affecté en Côte française des Somalis comme élève administrateur. Il prend son poste le 19 décembre 1933. Adjoint du commandant du cercle de Dikhil (à 120 km au sud-ouest de Djibouti), il en est nommé commandant par intérim le 7 juillet 1934. Ce poste est créé en 1928 dans la zone de rencontre des pasteurs issas et afars.
Il écrit à ses parents en juin 1934 : « Notre métier n'est pas si difficile, il faut faire du bien autour de soi. Pour cela, il faut consacrer un peu d'argent de sa solde aux œuvres, écoles, infirmeries, justice, humanité. C'est la belle vie… Si on peut faire un peu de bien, il ne faut rien négliger, ni temps, ni fatigue, ni argent ». On le voit en photo dans le Monde Colonial avec les enfants avec qui il avait planté un jardin de légumes de graines venues tout droit de sa Maurienne natale.
Le 17 janvier 1935, Albert Bernard apprend qu'un « rezzou Assaïamara » (razzia) a pillé des campements et retourne vers l'ouest. Il part  accompagné de quinze ou dix-sept miliciens pour l'intercepter. Le 18 au matin, à proximité de Môdathou, au sud du lac Abhé, il dirige une attaque contre le groupe, mais sa troupe, bien que mieux équipée, se fait submerger par le nombre. Albert Bernard est tué, sans doute égorgé, ainsi que tous les miliciens sauf deux.

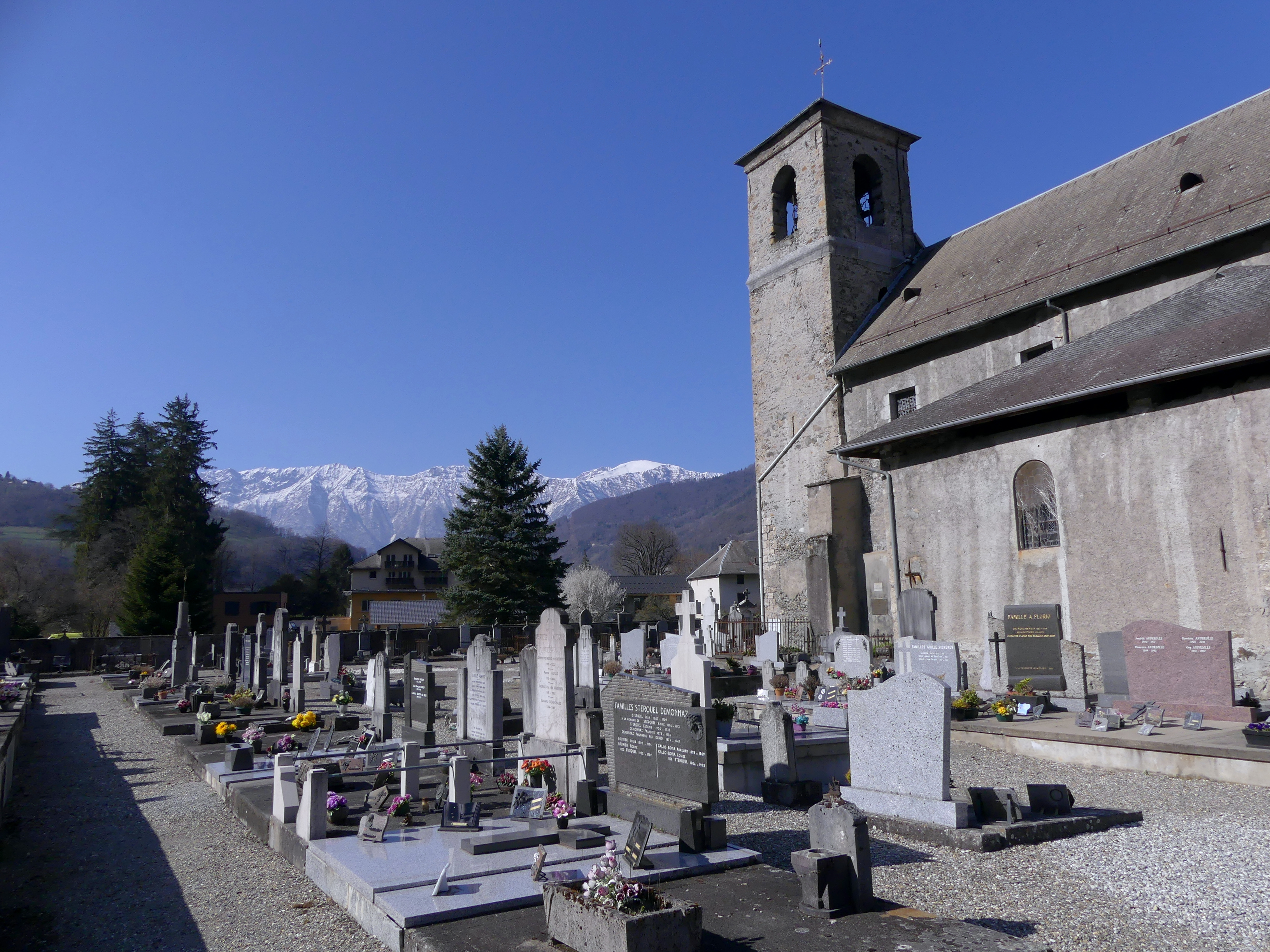
Albert Bernard est inhumé au cimetière d'Aiguebelle, sa ville natale.

Son corps est ramené en France, à bord du navire Porthos, puis est inhumé à Aiguebelle le 26 février 1935. Il est cité à l'ordre de la Nation le 22 janvier et nommé chevalier de la Légion d'honneur à titre posthume le 25 janvier.

## Distinctions
- Chevalier de la Légion d'honneur (1935)

## Postérité
Bien que Môdahtou se situe dans une zone non délimitée, en février 1935, le gouvernement éthiopien reconnaît une responsabilité dans l'incident et verse une indemnité aux familles des victimes. Cependant, lors de la délimitation frontalière après la Seconde Guerre mondiale, la France obtient que le « lieu mémoire » de la mort de  Bernard soit inclus dans le territoire français. Un monument commémoratif y est construit en juin 1938. Le gouverneur Marcel de Coppet est rappelé en France en juin 1935, peut-être à cause de la mort de Bernard. Le monument Bernard est entretenu actuellement par les forces françaises de Djibouti .
Le secrétaire d'État chargé des départements et territoires d'outre-mer, Xavier Deniau, préside en 1973 à Môdahtou une cérémonie commémorative de sa mort.
Un monument, inauguré le 2 août 1936 par Henri Gourdon, lui rend hommage dans sa ville natale d'Aiguebelle, à côté du foyer rural, et une place porte son nom. Il y a une avenue Albert Bernard à Djibouti, où se trouvait le monument aux morts. Le président français Georges Pompidou, à l'occasion d'un passage au Territoire français des Afars et des Issas, y a déposé une gerbe le 16 janvier 1973,.